# Thomas Silberberger
Thomas Silberberger (Innsbruck, 3 giugno 1973) è un allenatore di calcio ed ex calciatore austriaco, di ruolo centrocampista, tecnico dell'Admira Wacker M..

## Caratteristiche tecniche
Giocava come centrocampista.

## Carriera
Durante la sua carriera da calciatore ha disputato oltre 60 presenze in Bundesliga, la maggior parte con la maglia del Wacker Tirol:
Diventato allenatore-giocatore del Kufstein nel 2007, ha appeso gli scarpini al chiodo 3 anni dopo per dedicarsi esclusivamente all'attività manageriale.
Nel 2013 è diventato tecnico del WSG Wattens, riuscendo a conquistare la promozione nella massima serie austriaca al termine dell'annata 2018-2019.